# 襄公 (鄭)
襄公（じょうこう、紀元前?年 - 紀元前587年）は、鄭の第13代君主。穆公の子で霊公の弟。

## 生涯
穆公の子として生まれる。
霊公元年（前605年）、霊公が卿の子公（公子宋）と子家（公子帰生）に殺されると、鄭の国人たちは霊公の弟である子良（公子去疾（きょしつ）、七穆のひとつ良氏の祖）を立てようとしたが、子良が断ったため、子良の勧めで子良の兄である公子堅を立てて鄭君（以降は襄公と表記）とした。襄公は即位するなり子公の一族である繆氏（ぼくし）を追放しようとしたが、去疾が反対したので取りやめにした。
襄公元年（前604年）、鄭が敵国である宋の賄賂を受け取って宋の華元を釈放したため、楚が怒って鄭に攻撃してきた。そこで鄭は楚との同盟を破って晋と和親した。
襄公5年（前600年）、ふたたび楚が攻撃してきたが、晋の援けによって防ぐことができた。
襄公6年（前599年）、卿の子家が卒去したため、国人たちは彼の一族を鄭から追放した。
襄公7年（前598年）、鄭は晋と鄢陵で盟を結んだ。
襄公8年（前597年）、鄭と晋が同盟したことを聞いた楚は鄭に侵攻し、鄭を包囲した。3ヶ月後、鄭は降伏し、ふたたび楚の影響下となった。襄公が楚の荘王に平伏して謝ったため、楚の荘王は鄭を許して軍を引いた。その時、鄭を救うべくやって来た晋が河水（黄河）を渡った。すると、それを聞きつけた楚が戻って来て晋を破った（邲の戦い）。
襄公10年（前595年）、前回の報復として晋が鄭を攻撃した。
襄公11年（前594年）、解揚という者が鄭を攻撃してきた。鄭は彼を捕えて楚に送ったので、楚から手厚い贈り物をもらった。
襄公18年（前587年）、襄公が薨去し、子の沸（ひ）が立って鄭君（悼公）となった。

## 参考資料
- 『史記』（鄭世家第十二）